# Nostra aetate
A Nostra aetate (Korunkban) a II. vatikáni zsinat történelmi nyilatkozata a katolikus egyház kapcsolatáról a nem keresztény vallásokkal, amely elítéli az antiszemitizmust és párbeszédre szólít fel.
Az összegyűlt püspökök közül a nyilatkozatot 2221-en támogatták és 88 szavazott ellene. Hivatalosan 1965. október 28-án bocsátotta ki VI. Pál pápa.
A római katolikus egyház hagyománya szerint kezdő szavai adják a dokumentum címét Nostra aetate, in qua genus humanum... latin Korunkban, amikor az emberi nem...

## Jelentősége
A megértésre, az előítéletek és félreértések leküzdésére felszólító nyilatkozat új fejezetet nyitott az egyház és a zsidók kapcsolataiban. „A Nostra aetate a zsidók és keresztények, mindenekelőtt a zsidók és a katolikusok közötti kiengesztelődési folyamat kezdetét fémjelzi” – mondta Walter Kasper bíboros a nyilatkozat elfogadása 40. évfordulóján rendezett római ünnepségen. Ezen az ünnepségen felszólalt a zsidó származású Jean-Marie Lustiger, Párizs nyugalmazott érseke is, akinek a családjából többen az auschwitzi koncentrációs táborban haltak meg.